# Luigi Maifredi
Luigi „Gigi“ Maifredi (* 20. April 1947 in Lograto) ist ein ehemaliger italienischer Fußballtrainer, der heute beim italienischen Fernsehen arbeitet.

## Karriere
Luigi Maifredi sammelte seine ersten Erfahrungen als Trainer bei Amateurklub AS Orceana in Orzinuovi, den er bis in die Serie C2 führte. Danach trainierte er den FC Ospitaletto und stieg mit dieser Mannschaft, die unter ihm einen überzeugenden Offensivfußball spielte, in die Serie C1 auf. Luigi Maifredi selbst nannte seinen schnellen und dynamischen Fußball Calcio Champagne, da er meinte, dass dieser genauso aufbrausend und schäumend sei wie das französische Getränk.
Während seiner weiteren Trainerkarriere betreute er später den FC Bologna, den er in der Saison 1987/88 von der Serie B in die Serie A führte. In der darauf folgenden Spielzeit erreichte er mit dem Aufsteiger sogar einen UEFA-Pokal-Platz und wurde deshalb später von Luca Cordero di Montezemolo als Trainer von Juventus Turin für die Saison 1990/91 verpflichtet.
Nach Maifredis Aufstieg von den Niederungen des italienischen Amateurfußballs bis auf den Trainerstuhl von Juventus wurde von ihm eine großartige Saison erwartet. Doch diese begann mit einer 1:5-Niederlage im Supercupspiel bei der SSC Neapel denkbar schlecht und endete mit dem siebten Tabellenplatz in der Serie A, mit dem man sich nicht für den Europapokal qualifizierte. Maifredi wurde daraufhin bei Juve entlassen. Damit begannen auch die schlechteren Zeiten in Luigi Maifredis Trainerkarriere, er wurde beim FC Bologna, dem CFC Genua, der AC Venedig, Brescia Calcio, Espérance Sportive de Zarzis in Tunesien und Albacete Balompié in Spanien jeweils angeheuert und später wieder gefeuert.
In der Saison 2000/01 wollte er bei der AC Reggiana in der Serie C1 noch einmal neu beginnen, aber auch dort wurde er am 23. Oktober 2000 nach einer 1:4-Niederlage gegen Antonio Cabrinis AC Arezzo wieder entlassen. Im Jahr 2003 zog er sich komplett aus dem Trainergeschäft zurück und arbeitete für die Fußballsendung Quelli che il calcio der RAI, in der das Maifredi Team, eine kleine Mannschaft aus ehemaligen Profis, die Tore der Serie A noch einmal nachstellte. In der Saison 2004/05 wollte der Präsident von Lazio Rom, Claudio Lotito, ihn als Ersatz für den entlassenen Domenico Caso verpflichten, aber nach einer Woche hin und her entschied sich dieser dann für Giuseppe Papadopulo.

## Erfolge
- Meister und Aufstieg mit dem FC Ospitaletto in der Saison 1986/87 der Serie C
- Meister und Aufstieg mit dem FC Bologna in der Saison 1987/88 der Serie B